# Vallenfyre
A Vallenfyre angol death metal/death-doom együttes. 2010-ben alapította a Paradise Lost gitárosa/dalszerzője, Gregor Mackintosh, szóló projektként. A zenekar az angliai Halifaxből származik. Mackintosh elmondta, hogy a harmadik nagylemezük, a 2017-es "Fear Those Who Fear Him" lesz nagy valószínűséggel az utolsó albumuk. Elmondása szerint „90 százalékban biztos abban, hogy nem fog több albumot rögzíteni a Vallenfyre”. 2018-ban oszlottak fel.
A zenekar Splinters című nagylemeze a 43. helyet szerezte meg a finn slágerlistán, ahol egy hétig szerepelt.

## Tagok
Utolsó felállás
- Gregor Mackintosh – ének (2010–2018)
- Hamish Glencross – gitár (2010–2018)
- Waltteri Vayrynen – dob (2014–2018)

Korábbi tagok
- Mully – ritmusgitár (2010–2013)
- Adrian Erlandsson – dob (2010–2014)
- Scoot - basszusgitár (2010–2013, 2013–2015, 2015–2016)
- Alejandro Coredor – basszusgitár (2015)

Koncertzenészek
- Sam Wallace – basszusgitár (2013), ritmusgitár (2014–2018)
- Chris Casket – basszusgitár (2016–2018)

## Diszkográfia
Stúdióalbumok
- A Fragile King (2011)
- Splinters (2014)
- Fear Those Who Fear Him (2017)

Egyéb kiadványok
- Desecration (EP, 2011)
- The Last of Our Kind (EP, 2015)